# Mostkowo (gromada w powiecie myśliborskim, 1962–1971)
Mostkowo (do 31 XII 1961 Dziedzice) – dawna gromada, czyli najmniejsza jednostka podziału terytorialnego Polskiej Rzeczypospolitej Ludowej w latach 1954–1972.
Gromady, z gromadzkimi radami narodowymi (GRN) jako organami władzy najniższego stopnia na wsi, funkcjonowały od reformy reorganizującej administrację wiejską przeprowadzonej jesienią 1954 do momentu ich zniesienia z dniem 1 stycznia 1973, tym samym wypierając organizację gminną w latach 1954–1972.
Gromadę Mostkowo z siedzibą GRN w Mostkowie utworzono 1 stycznia 1962 w powiecie myśliborskim w woj. szczecińskim w związku z przeniesieniem siedziby gromady Dziedzice z Dziedzic do Mostkowa  i zmianą nazwy jednostki na gromada Mostkowo.
Gromadę zniesiono 1 stycznia 1972, a jej obszar włączono do gromady Barlinek w tymże powiecie.